# Microsporangio
Con il termine microsporangio s'intende uno sporangio che produce spore, le quali fanno aumentare i gametofiti maschili. I microsporangi sono notevoli nelle Salaginelle, e una minoranza di felci. Nelle Gimnosperme e Angiosperme (piante con fiore), il microsporangio produce il microsporocita, anche noto come cellula madre della microspora, il quale dunque crea quattro microspore attraverso meiosi. Le microspore si dividono per creare granuli di polline. Il termine non viene usato per le Briofite.